# Pécsi Krisztina
Pécsi Krisztina (asszonynevén: Némethné Pécsi Krisztina; (Budapest, 1952. november 8.[forrás?] – ) magyar szerkesztő, riporter, Táncsics Mihály-díjas (2020).

## Életpályája
Az ELTE Bölcsésztudományi Karán végzett történelem - technika szakos tanárként, azután az ELTE Jogtudományi Karán politológia szakot végzett. A Magyar Katolikus Rádió közéleti szerkesztőségének felelős szerkesztője.

## Műsorok, amelyek készítésében részt vesz
A Magyar Katolikus Rádióban készített műsorai:
- A héten történt
- Délutáni találkozás
- Reggeli riport
- Tény-kérdés

## Díjai, elismerései
- Táncsics Mihály-díj (2020)[2]